# 魔术快斗
《魔術快斗》，是一部都市奇幻題材日本漫畫，作者是青山剛昌，首次刊登於1987年《週刊少年Sunday》第26期。一直連載至1988年8月號，因《週刊少年Sunday》決定連載《城市風雲兒》而中止，此後本作以不定期連載方式持續這個系列。歷史雖早於連載數十冊的《名偵探柯南》，但因無固定連載，目前只出版5冊單行本。
該作角色於作者推理漫畫《名偵探柯南》中有大量客串，而《名偵探柯南》中的角色也有於本作客串。
動畫版初時主要依附於相關作品《名偵探柯南》演出，2010年開始該劇組也著手獨立製作《神偷怪盜》的獨立動畫。《周刊少年Sunday》2014年35号公布制作电视动画新作的消息，制作公司为A-1 Pictures，同年10月4日起播出。

## 故事簡介

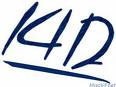
怪盗基德的標誌。原名為“1412”，其中14被誤讀為KI，12被誤讀為D。

一名喜歡魔術的高中生黑羽快斗有一天偶然發現了藏在自己房間裡的密室。這個密室是他的父親──世界知名的魔術師黑羽盜一在8年前一次事故中神秘死去前所使用的。
密室中存放著8年前突然消失的神秘大盜怪盜基德的裝備和服裝。快斗穿上怪盜基德的服裝，並與父親多年前的助手，如今正在假扮怪盜基德的寺井黃之助相遇後才知道自己的父親當年是死於謀殺。為了揭開父親的死因，快斗決定繼承父親怪盜基德的身份，並且調查父親的死因。
在調查的時候，快斗偶然和一直稱他為「黑羽盜一」的神秘組織相遇。原來這個組織為了尋找一種可以帶來長生不老的神秘寶石——命運之石「潘朵拉」，而將妨礙到他們的黑羽盜一殺死。快斗因此開始了與神秘組織的交鋒，試圖阻止他們的野心。

## 登場角色
- 日本聲優版本共有三版：《名偵探柯南》系列作品（包含外傳《犯人·犯澤先生》）／《神偷怪盜》（2010年版）／《神偷怪盜1412》（2014年版），因此會有多位聲優。
- 台灣方面，經常因配音陣容經歷數次更迭，也會有多位聲優，詳細配音集數請參考「聲優更迭」。

### 主要角色
黑羽快斗（／ Kuroba Kaito）／怪盜基德（／ Kaitō Kiddo，漫畫版譯名為怪盜小子）
配音（名偵探柯南）：山口勝平（日本）；官志宏〈第76話台灣版、第132～470話、劇場版3～14〉→魏伯勤〈第76話大陸版、第515～628話〉→曹冀魯〈第704話～至今、劇場版19～23〉→賴緯〈劇場版M27〉（台灣）
配音（2010年版）：山口勝平（日本）；魏伯勤〈第1～6話〉→曹冀魯〈第7～12話〉（台灣）
配音（2014年版）：山口勝平（日本）；曹冀魯（台灣）
本作的男主角。世紀大盜，平時是一名熱愛魔術的男高中生，為查出父親盜一的死因而成為第二代「怪盜基德」。國際犯罪代號1412，又有「日本的亞森‧羅蘋」、「平成的魯邦」、「世紀末的魔術師」、「月光下的魔術師」和「令和的魔術師」之稱。擅長使用魔術技法，主要道具是撲克牌槍。最大弱點是怕魚。喜歡中森青子，得知青子討厭怪盜基德，因而對自己發誓一定不能讓青子發現他是怪盜基德的真實身分。
舉止優雅、極其紳士，但有時也會露出調皮的一面。神出鬼沒地偷取預告信上的目標，玩弄警察於掌中。雖然是名通緝犯，但每次作案時並不會造成任何傷亡，而且每次作案也會吸引一大堆粉絲打氣。通常偷得的寶石、書畫等物品多半會歸還原主，或視情況給予真正需要的人。
劇情中快斗對青子的喜歡之意顯而易見，但青子還没有意識到自己對快斗的感情。雖然快斗總愛捉弄青子，不過這是他喜歡青子的表現方式。
初登場：No.1「怪盜重出江湖」。於《名偵探柯南》中客串出場，大部分时候以「怪盜基德」身份登場，與主角江戶川柯南是對手關係，知道柯南的身份就是工藤新一，有時兩人會互相幫忙協助對方的問題，兩人巧合地擁有非常相似的外貌和遭遇，唯獨兩人的髮型和喜好不相同。灰原哀稱之為「好心的小偷」。2024年電影版《名偵探柯南：100萬美元的五稜星》片尾揭露兩人實為堂兄弟關係。
中森青子（／ Nakamori Aoko）
配音（名偵探柯南）：岩居由希子〈第76話〉→高山南〈第219話、OVA〉→M·A·O〈劇場版27〉（日本）；林凱羚〈大陸版，第76話〉→姚敏敏〈台灣版，第76話〉→陶敏嫻〈第219話〉→楊凱凱〈總集篇、劇場版M27〉（台灣）
配音（2010年版）：藤村步（日本）；楊凱凱（台灣）
配音（2014年版）：M·A·O（日本）；楊凱凱（台灣）
本作女主角。黑羽快斗的青梅竹馬同學，中森銀三的獨生女，善良活潑的女高中生，個性率直且情感表現豐富。平常以「青子」為自稱，有著稍帶稚氣的一面。
因為怪盜基德總是把自己的父親耍得團團轉，所以非常討厭怪盜基德，但有時卻又會不由自主地聲援他。
在《青山剛昌30周年紀念本》中，書中提到過中森青子的來源，來源於“中森明菜”和“菊池桃子”。
初登場：No.1「怪盜重出江湖」。於《名偵探柯南》中客串出場，仅在第76集、第219集和OVA4中客串出場，第725集里被中森警官提到。外貌巧合地跟毛利蘭非常相似，唯獨其髮型沒有像毛利蘭一樣「起角」，而且青子的膚色較白。在2024年電影版《名偵探柯南：100萬美元的五稜星》中正式出場。
中森銀三（／ Nakamori Ginzō）
配音（名偵探柯南）：石塚運昇〈第76～888話、劇場版3～19〉→石井康嗣〈第983話～、劇場版23～〉（日本）；劉傑〈第76～356·515話～、劇場版系列〉／孫中台〈大陸版，第76話〉／徐健春〈第469話〉／曹冀魯〈魯邦三世VS名偵探柯南〉（台灣）
配音（2010年版）：石塚運昇（日本）；劉傑（台灣）
配音（2014年版）：石塚運昇（日本）；劉傑（台灣）
警視廳搜查二課警部，中森青子的父親。從黑羽盜一的時代就已經在追捕怪盜基德，為了追捕怪盜基德甚至可以不管殺人案件，已追捕了怪盜基德20多年。
有權力調動大批警員和裝甲車、直升機，每次抓捕時總是大張旗鼓，在怪盜基德面前總是棋差一著，每次都是狼狽而歸。已累積不少辦案经验，尤其跟怪盗基德多次交手，也曾被怪盜基德所假扮。
於《名偵探柯南》中客串出場，出場率僅次於怪盗基德。性格與毛利小五郎十分類似。
初登場：No.1「怪盜重出江湖」。
寺井黃之助（／ Jii Kōnosuke）
配音（名偵探柯南）：肝付兼太〈第219話〉→秋元羊介〈第356話〉／陶山章央〈青年〉（日本）；徐健春〈第219話〉→劉傑〈第356話〉→吳文民〈總集篇〉／曹冀魯〈青年〉（台灣）
配音（2010年版）：矢田耕司（日本）；吳文民（台灣）
配音（2014年版）：羽佐間道夫（日本）；吳文民（台灣）
61歲，黑羽盗一生前的魔術助手，兩代怪盜基德的助手。公開身份為一家桌球酒吧的老闆。
為引出殺害盜一的神秘組織而一度假扮成怪盜基德的模樣作案，被快斗識破並向快斗說明自己的本意，之後怪盜基德的身份便由快斗繼承。隨後他便一直協助快斗作案，負責準備快斗所需的道具，而道具似乎為其博士朋友製作。目前推測那位朋友可能是阿笠博士，因為其黃色金龜車出場過。
初登場：No.1「怪盜重出江湖」。於《名偵探柯南》中客串出場，第356集被中森警官提到基德有两个同伙，一个是老人（寺井黄之助），一个是年轻女性（小泉红子）。
小泉紅子（／ Koizumi Akako）
配音（名偵探柯南）：林原惠（日本）；魏晶琦（台灣）
配音（2010年版）：澤城美雪（日本）；魏晶琦（台灣）
配音（2014年版）：喜多村英梨（日本）；魏晶琦（台灣）
本作第二女主角。快斗的同班同學。自戀又充滿神秘氣息和自信的美少女，真實身份是繼承紅魔法的魔女，擅長使用各種巫術。
可以運用巫術俘虜世界上所有男人的心，唯獨無法俘虜怪盜基德和黑羽快斗，因此知曉二者為同一人，之後更喜歡上快斗，還會在他危急的時候出手幫助他。
初登場：No.6「緋紅色的誘惑」。另於《名偵探柯南》中客串出場，僅於第219集、第628集和OVA1中登场，第356集被中森警官提到怪盜基德有两个同伙，一个是老人（寺井黄之助），一个是年轻女性（小泉红子）。第628集没有正面登场，仅在帽子丢出的一瞬间出现了手。
白馬探（／ Hakuba Saguru）
配音（名偵探柯南）：石田彰（日本）；官志宏〈第219話〉→劉傑〈第479話、劇場版10〉（台灣）
配音（2010年版）：石田彰（日本）；吳文民（台灣）
配音（2014年版）：宮野真守（日本）；劉傑（台灣）
身高180cm，體重65kg，血型A型，生日8月29日，出生年份1997年(僅神偷怪盜1412中提及）。
本作第二男主角。快斗的同班同學。高中生偵探，警視廳的白馬警視總監的兒子。喜歡隨身攜帶一支懷錶，對時間的掌握非常準確，身邊有一隻名叫華生的老鷹。此外，家中有位如親人般的「婆婆」。
故事初期在英國倫敦橋高中留學，后来回日本並轉學到江古田高中快斗的班級上，知道快斗的真實身份是怪盜基德（但快斗本人從不承認）。
初登場：No.14「名偵探登場」。於《名偵探柯南》中客串出場，是其他名偵探們的對手，自稱在日本國內解決的案件約為500件，曾經說過怪盜基德是唯一能擾亂他的思考的人。在電影版《偵探們的鎮魂歌》被快斗假扮登場過，與江戶川柯南及服部平次聯手破案。
黑羽盗一（／ Kuroba Tōichi）
配音（名偵探柯南）：池田秀一（日本）；徐健春〈第472、473話〉→吳文民〈總集篇〉（台灣）
配音（2010年版）：池田秀一（日本）；吳文民（台灣）
配音（2014年版）：池田秀一（日本）；吳文民（台灣）
快斗的父親，千影的丈夫。第一代「怪盜基德」，公開身份為巡迴世界各地表演的世界級天才魔術師。魔術技能極高，懂得極強的易容術和變聲能力，亦可以不帶夜視眼鏡而躲過紅外線。
在與黑羽千影結婚兩年後以怪盜基德的身份行動。在八年前表演魔術時被人暗殺並偽裝成意外，至今生死未卜。現已證實他並未死亡，以「怪盜烏鴉」的身份出沒，目前只有妻子千影和弟弟工藤優作知道他未死的消息。
初登場：No.1「怪盜重出江湖」。於《名偵探柯南》中客串出場，與工藤優作是對手關係，優作曾多次協助警方緝捕但失敗，而「基德」的稱號正是來自優作。此外，工藤有希子和莎朗·溫亞德（苦艾酒）曾向他拜師學習易容術，是工藤有希子尊敬的對象，而苦艾酒更向他學習變聲術，但有希子和苦艾酒皆不知道盜一就是怪盜基德。 在《名偵探柯南：100萬美元的五稜星》中揭露了他其實是工藤優作的雙胞胎哥哥，由於小時候父母離異，弟弟優作跟隨母親，而盜一則跟隨父親。

### 家族相關者

#### 黑羽家
黑羽千影（／ Kuroba Chikage）
配音（2010年版）：富澤美智惠（日本）；蔣篤慧（台灣）
配音（2014年版）：富澤美智惠（日本）；魏晶琦（台灣）
快斗的母親，盗一的妻子。過去的身份為「怪盜淑女」（／ Phantom Lady），是在昭和年代有「女二十面相」之稱的世紀大盜。
18年前她在法國巴黎進行偷盜時與盜一相識，從此隱退並與他結婚，目前正在美國拉斯維加斯工作。
初登場：No.1「怪盜重出江湖」。在《名偵探柯南》中並未出場，僅以怪盗淑女身份被提及，並由基德向柯南暗示她為自己的母親。

#### 中森家
中森碧子（／ Nakamori Midoriko）
40歲，中森青子的母親，中森銀三的妻子。檢察官，被上司認為是未來的檢察長。
初登場：No.27「綠龍」。

#### 小泉家
紅子的管家
配音（2010年版）：麥人（日本）；吳文民〈第4話〉→劉傑〈第7話〉（台灣）
配音（2014年版）：田原阿爾諾（日本）；陳彥鈞（台灣）
紅子的管家，醜陋的老人。

#### 白馬家
式部鹿紫子（／）
配音（2010年版）：鈴木黎子（日本）；蔣篤慧（台灣）
配音（2014年版）：土井美加（日本）；魏晶琦（台灣）
白馬的管家，年老的婆婆。

### 江古田高中
桃井惠子（／ Momoi Keiko）
配音（名偵探柯南）：岩居由希子（日本）；方雪莉〈第219話〉→曾允凡〈總集篇〉（台灣）
配音（2010年版）：茅野愛衣（日本）；魏晶琦〈第2話〉→蔣篤慧〈第4～7話〉（台灣）
配音（2014年版）：種崎敦美（日本）；蔣篤慧（台灣）
配音（真·武士传YAIBA）：菱川花菜（日本）
快斗的同班同學，青子最要好的朋友，她戴著眼鏡，特徵是雙馬尾棕色頭髮。總是吐槽青子與快斗之間的關係，常常和青子開玩笑。
另外根据设定，她和《城市风云儿》的女主角峰曾经是同一所学校的同学兼好友，后升学至江古田高中。
初登場：No.1「怪盜重出江湖」。於《名偵探柯南》中客串出場，僅於第219集登场。
紺野艾莉卡（／ Kon'no Erika）
配音（2010年版）：進藤尚美（日本）；魏晶琦（台灣）
配音（2014年版）：雪野五月（日本）；魏晶琦（台灣）
初登場：No.1「怪盜重出江湖」。快斗班級的數學老師。
山田同學（／ Yamada）
配音（2010年版）：不明（日本）；劉傑（台灣）
配音（2014年版）：不明（日本）；劉傑（台灣）
初登場：No.1「怪盜重出江湖」。
藤江同學（／ Fujie）
配音（2010年版）：三矢雄二（日本）；吳文民（台灣）
配音（2014年版）：淺沼晉太郎（日本）；陳彥鈞（台灣）
初登場：No.7「牽著他的手」。

### 警視廳
茶木神太郎（／ Chaki Shintarō）
配音（名偵探柯南）：田中信夫（日本）；劉傑〈大陸版，第76話〉→徐健春〈重譯版，第76話〉→魏伯勤〈第538、627話〉→吳文民〈第724話〉→曹冀魯〈第746、747話〉（台灣）
配音（2010年版）：田中信夫（日本）；吳文民（台灣）
配音（2014年版）：田中信夫（日本）；曹冀魯〈第10話〉→陳彥鈞〈第20話〉（台灣）
49歲，警視廳搜查二課警視。中森銀三的上司，專門逮捕智慧型罪犯，以逮捕怪盜基德爲終極目標。
於《名偵探柯南》初登場，後於《魔术快斗》中登場。
白馬警視總監（／ Hakuba）
配音（2010年版）：長嶝高士（日本）；劉傑（台灣）
配音（2014年版）：福田信昭（日本）；吳文民（台灣）
白馬探的父親，警視廳警視總監。
紺野刑警（／ Kon'no）
配音（名偵探柯南）：中村大樹〈第219話〉→松本保典〈第304話、劇場版8〉（日本）；徐健春〈第219、356話〉→劉傑〈第304話〉→官志宏〈劇場版8、14〉→江志倫〈總集篇〉（台灣）
配音（2010年版）：中谷一博（日本）；吳文民〈第4話〉→曹冀魯〈第7～12話〉（台灣）
配音（2014年版）：山本兼平（日本）；陳彥鈞〈第1話〉→吳文民〈第6、12話〉（台灣）
中森警部的部下，負責指揮其他警官並執行中森警部的命令。
山吹刑警（／ Yamabuki）
配音（2010年版）：平井啓二（日本）；吳文民（台灣）
中森警部的部下。

### 神秘組織
犯罪恐怖組織，成員大多穿著黑色服裝。
史涅克（ Snake）
配音（2010年版）：大塚芳忠（日本）；吳文民〈第5話〉→劉傑〈第7～11話〉（台灣）
配音（2014年版）：小杉十郎太（日本）；陳彥鈞（台灣）
初登場：No.17「憂鬱的生日」。
神秘組織成員，曾多次與怪盜基德交手，但均以失敗告終。
史涅克的上司
配音（2010年版）：飯塚昭三（日本）；劉傑（台灣）
配音（2014年版）：有本欽隆（日本）；吳文民（台灣）
初登場：No.17「憂鬱的生日」。
神秘組織成員，史涅克的上司。
蜘蛛（ Spider）
配音（2010年版）：浪川大輔（日本）；吳文民（台灣）
初登場：《神偷怪盜》動畫第7集（動畫原創角色）。
神秘組織僱傭殺手，公開身份為世界著名幻術師古納·馮·高德伯格二世。

### 其他怪盜
怪盗黑貓（／ Kaitō Janowaru）
配音（2010年版）：田中敦子（日本）；魏晶琦、吳文民〈變聲〉（台灣）
配音（2014年版）：恆松步（日本）；魏晶琦、陳彥鈞〈變聲〉（台灣）
初登場：No.22「黃金之眼」。
真實身分為露比·瓊斯
夢魘（ Nightmare）
配音（2010年版）：飛田展男（日本）；吳文民〈夢魘〉／劉傑〈傑克〉（台灣）
配音（2014年版）：濱田賢二（日本）；吳文民（台灣）
初登場：No.23「暗黑騎士」。
真實身分為傑克·康納利，一直監首自竊，變賣寶石以換取兒子的醫藥費。揭穿怪盜基德的身份時，也被對方識穿身份，最後為奪寶石而意外墜樓身亡，基德為保持對方在兒子心目中的父親形象，故意射開其面具，製造他和夢魘爭奪寶石而意外身亡的假象，只有白馬探看穿真相但沒有說出來。
怪盜黑鴉（ Kaitō Korubō）
配音（2014年版）：池田秀一（日本）；吳文民（台灣）
初登場：No.25「黑夜中的烏鴉」。
真實身份是黑羽盜一，以此身份活動並暗中調查神秘組織。為其弟弟工藤優作筆下的「暗夜男爵」原型。
哈利·根津（／ Harry Nezu）
配音（2014年版）：津嘉山正種（日本）；曹冀魯（台灣）
初登場：No.25「黑夜中的烏鴉」。
真實身份是黑羽千影，表面上經常揭露魔術的手法，實為反而令魔術師更受歡迎。故意幫助警方對付基德和怪盜黑鴉，實為想和丈夫一起考驗兒子的能耐。

### 其他角色
安公主
配音（2010年版）：悠木碧（日本）；蔣篤慧（台灣）
配音（2014年版）：竹達彩奈（日本）；蔣篤慧（台灣）
初登場於第2話《天羅地網》。沙布莉納公國公主，愛貓叫做貝蒙多。
多倫刑警
配音（2010年版）：屋良有作（日本）；吳文民（台灣）
配音（2014年版）：草尾毅（日本）；吳文民（台灣）
初登場於第2話《天羅地網》。歐洲沙布莉納公國刑警。
蓮羅通二郎（／ Hasura Tsūjirō）
配音（2014年版）：磯部勉（日本）；劉傑（台灣）
初登場於未發表短篇《檯球手VS魔術師》。
蓮羅的老大
配音（2014年版）：手塚秀彰（日本）；陳彥鈞（台灣）
初登場於未發表短篇《檯球手VS魔術師》。
鄉津（／ Gōtsu）
配音（2014年版）：池田勝（日本）；陳彥鈞（台灣）
初登場於第24話《怪盜淑女》。

### 《名偵探柯南》角色
作者同是青山剛昌。此作品登場角色於《魔术快斗》中有客串，大部分是於《魔術快斗1412》2014年動畫版登場，而《魔术快斗》中的角色也有於本劇客串。聲優僅記錄2014年動畫版。
工藤新一（／ Kudō Shin'ichi）
配音：山口勝平（日本）；劉傑（台灣）
《名偵探柯南》男主角。17歲，知名關東高中生偵探，因為推理能力一流，有「日本警察的救世主」、「平成的福爾摩斯」之稱。
在《魔術快斗》中，於「漆黑之星」初登場，當時與快斗是第一次交手，阻止快斗的盜竊，曾將快斗逼到絕路，但新一最後也幫助快斗達成守護鐘樓的本意，不過新一並不知道當時的對手就是怪盜基德。
江戶川柯南（／ Edogawa Conan）
配音：高山南（日本）；蔣篤慧（台灣）
《名偵探柯南》男主角，工藤新一縮小後的身分，快斗的勁敵。
毛利蘭（／ Mōri Ran）
配音：山崎和佳奈（日本）；魏晶琦（台灣）
毛利小五郎（／ Mōri Kogorō）
配音：小山力也（日本）；曹冀魯（台灣）
灰原哀（／ Haibara Ai）
配音：林原惠（日本）；魏晶琦（台灣）
鈴木園子（／ Suzuki Sonoko）
配音：松井菜櫻子（日本）；楊凱凱（台灣）
目暮十三（／ Megure Jūzō）
配音：茶風林（日本）；吳文民（台灣）
鈴木次郎吉（／ Suzuki Jirokichi）
配音：富田耕生（日本）；吳文民（台灣）

## 作品一覽
| 收錄 卷數         | 作品 No. | 標題                      | 目標・目的                                    | 動畫化                                                                     |
| ----------------- | -------- | ------------------------- | --------------------------------------------- | -------------------------------------------------------------------------- |
| 第1卷             | No.1     | 怪盜重出江湖 （）         | 知道怪盜基德的身份                            | 《神偷怪盜》第1話 《神偷怪盜1412》第1話                                    |
| 第1卷             | No.2     | 天羅地網 （）             | 歐洲最大的鑽石 「巴黎陽光普照」               | 《神偷怪盜》第3話 《神偷怪盜1412》第15話                                   |
| 第1卷             | No.3     | 上了發條的心臟 （）       | 摧毀御神博士建造的機器人                      | 無                                                                         |
| 第1卷             | No.4     | 怪盜基德的忙碌假期 （）   | 天使的王冠                                    | 《神偷怪盜》第2話 《神偷怪盜1412》第7話                                    |
| 第1卷             | No.5     | 神秘的海盜船 （）         |                                               | 無                                                                         |
| 第1卷             | No.6     | 緋紅色的誘惑 （）         | 美術館的寶石                                  | 《神偷怪盜》第4話 《神偷怪盜1412》第5話                                    |
| 第2卷             | No.7     | 牽著他的手 （）           |                                               | 《神偷怪盜》第6話 《神偷怪盜1412》第13話                                   |
| 第2卷             | No.8     | 日本最不負責的總理 （）   |                                               | 無                                                                         |
| 第2卷             | No.9     | 我才是主人 （）           | 埃及豔后的化妝盒                              | 無                                                                         |
| 第2卷             | No.10    | 不願意懂得什麼叫大人 （） | 末代皇帝的金郵票                              | 《神偷怪盜》第4話 《神偷怪盜1412》第8話後半段                              |
| 第2卷             | No.11    | 追逐棒球的少年 （）       |                                               | 無                                                                         |
| 第2卷             | No.12    | 捉鬼遊戲 （）             | 捉出江古田高中的幽靈真面目                    | 《神偷怪盜1412》第8話前半段                                                |
| 第2卷             | 未發表   | 撞球高手VS.魔術師 （）    | 傳說的球桿                                    | 《神偷怪盜1412》第3話                                                      |
| 第3卷             | No.13    | 星際大戰 （）             | 東風百貨店的裝飾聖誕樹 「讀賣巨人之星」       | 《神偷怪盜1412》第12話                                                     |
| 第3卷             | No.14    | 名偵探登場！！ （）       | 名畫「亞當的微笑」                            | 《神偷怪盜》第7話 《神偷怪盜1412》第4話前半段                              |
| 第3卷             | No.15    | 怪盜地底喋血戰 （）       | 江古田美術館的青銅女神像                      | 《神偷怪盜》第7話 《神偷怪盜1412》第4話後半段                              |
| 第3卷             | No.16    | 紅子的限時專送 （）       |                                               | 《神偷怪盜》第9話                                                          |
| 第3卷             | 番外篇   | 快斗VS鐵劍！ （）         | 鐵家的寶刀                                    | 《名偵探柯南》OVA第1話（2000年）                                           |
| 第3卷             | No.17    | 憂鬱的生日 （）           | 印度最大的藍寶石 「憂鬱的生日」               | 《神偷怪盜》第5話 《神偷怪盜1412》第2話                                    |
| 第3卷             | No.18    | 綠色之夢 （）             | 世界最大的綠寶石 「綠色之夢」                 | 《神偷怪盜1412》第17話                                                     |
| 第4卷             | No.19    | 水晶之母 （）             | 歐洲最大的黃寶石 「水晶之母」                 | 《名偵探柯南》OVA第4話（2004年） 《神偷怪盜》第11話 《神偷怪盜1412》第14話 |
| 第4卷             | No.20    | 紅色之淚 （）             | 世界最大的紅寶石 「紅色之淚」                 | 《神偷怪盜》第8話 《神偷怪盜1412》第22話                                   |
| 第4卷             | No.21    | 漆黑之星（前篇） （）     | 站前的「鐘台」                                | 《名偵探柯南》第219話前1/4段 《神偷怪盜1412》第6話                         |
| 第4卷             | No.21    | 漆黑之星（後篇） （）     | 站前的「鐘台」                                | 《名偵探柯南》第219話前1/4段 《神偷怪盜1412》第6話                         |
| 第4卷             | No.22    | 黃金之眼（前篇） （）     | 黄金猫眼石的戒指 「黃金之眼」                 | 《神偷怪盜》第10話 《神偷怪盜1412》第18話・第19話                          |
| 第4卷             | No.22    | 黃金之眼（後篇） （）     | 黄金猫眼石的戒指 「黃金之眼」                 | 《神偷怪盜》第10話 《神偷怪盜1412》第18話・第19話                          |
| 第4卷             | No.23    | 暗黑騎士（前篇） （）     | Black opal的耳環 「暗黑騎士」                 | 《神偷怪盜》第12話 《神偷怪盜1412》第20話                                  |
| 第4卷             | No.23    | 暗黑騎士（後篇） （）     | Black opal的耳環 「暗黑騎士」                 | 《神偷怪盜》第12話 《神偷怪盜1412》第20話                                  |
| 第5卷             | No.24    | 怪盜淑女（前篇） （）     | 從敵人的陷阱 拯救怪盗淑女（黒羽千影）         | 《神偷怪盜1412》第9話・第10話前半段                                        |
| 第5卷             | No.24    | 怪盜淑女（後篇） （）     | 從敵人的陷阱 拯救怪盗淑女（黒羽千影）         | 《神偷怪盜1412》第9話・第10話前半段                                        |
| 第5卷             | No.25    | 黑夜中的烏鴉（前篇） （） | 世界最大的黑鑽石 「黑夜中的烏鴉」             | 《神偷怪盜1412》第23話・第24話                                             |
| 第5卷             | No.25    | 黑夜中的烏鴉（中篇） （） | 世界最大的黑鑽石 「黑夜中的烏鴉」             | 《神偷怪盜1412》第23話・第24話                                             |
| 第5卷             | No.25    | 黑夜中的烏鴉（後篇） （） | 世界最大的黑鑽石 「黑夜中的烏鴉」             | 《神偷怪盜1412》第23話・第24話                                             |
| 第5卷             | No.26    | 太陽的光暈（前篇） （）   | 象徵會展之眼的觀音像中的黃鑽石 「太陽的光暈」 |                                                                            |
| 第5卷             | No.26    | 太陽的光暈（中篇） （）   | 象徵會展之眼的觀音像中的黃鑽石 「太陽的光暈」 |                                                                            |
| 第5卷             | No.26    | 太陽的光暈（後篇） （）   | 象徵會展之眼的觀音像中的黃鑽石 「太陽的光暈」 |                                                                            |
|                   | No.27    | 綠龍（前篇） （）         | 世界最大的磷葉石 「綠龍之鱗」                 |                                                                            |
| 綠龍（中篇） （） | No.27    |                           | 世界最大的磷葉石 「綠龍之鱗」                 |                                                                            |
| 綠龍（後篇） （） | No.27    |                           | 世界最大的磷葉石 「綠龍之鱗」                 |                                                                            |

## 出版書籍

### 單行本
| 卷數 | 小學館         | 小學館                 | 青文出版社    | 青文出版社             | 長春出版社 | 長春出版社         | 長春出版社 （新装版） | 長春出版社 （新装版）  | 安乐文潮      | 安乐文潮        |
| ---- | -------------- | ---------------------- | ------------- | ---------------------- | ---------- | ------------------ | --------------------- | ---------------------- | ------------- | --------------- |
| 1    | 1988年4月15日  | ISBN 978-4-09-122081-3 | 1994年4月15日 | ISBN 957-53-9171-3     | 2004年12月 | ISBN 9787806647998 | 2024年                | ISBN 978-7-5445-7335-1 | 2010年7月22日 | ISBN 9625993509 |
| 2    | 1988年10月15日 | ISBN 978-4-09-122082-0 | 1994年6月15日 | ISBN 957-53-9172-1     | 2004年12月 | ISBN 9787806648001 | 2024年                | ISBN 978-7-5445-7336-8 | 2010年7月22日 | ISBN 9625993517 |
| 3    | 1994年9月15日  | ISBN 978-4-09-122083-7 | 1996年8月15日 | ISBN 957-53-9533-6     | 2004年12月 | ISBN 9787806648018 | 2024年                | ISBN 978-7-5445-7337-5 | 2010年7月22日 | ISBN 9625993525 |
| 4    | 2007年2月16日  | ISBN 978-4-09-121005-0 | 2009年4月17日 | ISBN 978-986-209-020-6 | 2009年1月  | ISBN 9787544506151 |                       |                        | 2008年2月1日  | ISBN 9625993533 |
| 5    | 2017年7月18日  | ISBN 978-4-09-127764-0 | 2018年5月21日 | EAN 471-80160-2924-8   |            |                    |                       |                        |               |                 |

| 冊數 | 小學館         | 小學館                                                       | 青文出版社     | 青文出版社             |
| 冊數 | 發售日期       | ISBN                                                         | 發售日期       | ISBN / EAN             |
| ---- | -------------- | ------------------------------------------------------------ | -------------- | ---------------------- |
| 1    | 2011年8月5日   | ISBN 978-4-09-123276-2 ISBN 978-4-09-941723-9（附贈動畫DVD） | 2012年8月15日  | ISBN 978-986-310-291-5 |
| 2    | 2011年9月15日  | ISBN 978-4-09-123277-9 ISBN 978-4-09-941724-6（附贈動畫DVD） | 2012年11月17日 | ISBN 978-986-310-413-1 |
| 3    | 2011年11月18日 | ISBN 978-4-09-123317-2 ISBN 978-4-09-941727-7（附贈動畫DVD） | 2013年1月19日  | ISBN 978-986-310-504-6 |
| 4    | 2011年12月16日 | ISBN 978-4-09-123318-9 ISBN 978-4-09-941726-0（附贈動畫DVD） | 2013年4月17日  | ISBN 978-986-310-605-0 |
| 5    | 2017年7月18日  | ISBN 978-4-09-127769-5                                       | 2018年5月21日  | EAN 471-80160-2959-0   |

### 小說版
改編自動畫《神偷怪盜1412》。全6卷。
| 冊數 | 小學館         | 小學館                 |
| 冊數 | 發售日期       | ISBN                   |
| ---- | -------------- | ---------------------- |
| 1    | 2014年12月17日 | ISBN 978-4-09-230789-6 |
| 2    | 2015年2月25日  | ISBN 978-4-09-230792-6 |
| 3    | 2015年3月25日  | ISBN 978-4-09-230813-8 |
| 4    | 2015年4月27日  | ISBN 978-4-09-230816-9 |
| 5    | 2015年5月27日  | ISBN 978-4-09-230821-3 |
| 6    | 2015年5月27日  | ISBN 978-4-09-230822-0 |

### 相關書籍
-  2004年4月2日 ISBN 978-4-09-179404-8
-  2004年4月5日 ISBN 978-4-09-127761-9
-  2010年3月26日 ISBN 978-4-09-122255-8
-  2010年4月2日 ISBN 978-4-09-122254-1
-  2014年10月17日 ISBN 978-4-09-125542-6
-  2014年10月17日 ISBN 978-4-09-125543-3

## 電視動畫

### 聲優更迭
| 演出系列作       | 黑羽快斗             | 中森青子                | 中森銀三                  | 黑羽盜一 | 黑羽千影   | 寺井黃之助        | 白馬探      | 小泉紅子   | 桃井惠子   |
| 日本             | 日本                 | 日本                    | 日本                      | 日本     | 日本       | 日本              | 日本        | 日本       | 日本       |
| ---------------- | -------------------- | ----------------------- | ------------------------- | -------- | ---------- | ----------------- | ----------- | ---------- | ---------- |
| 《名偵探柯南》   | 山口勝平             | 岩居由希子 高山南 M·A·O | 石塚運昇 石井康嗣         | 池田秀一 | 不適用     | 肝付兼太 秋元羊介 | 石田彰      | 林原惠     | 岩居由希子 |
| 《神偷怪盜》     | 山口勝平             | 藤村步                  | 石塚運昇                  | 池田秀一 | 富澤美智惠 | 矢田耕司          | 石田彰      | 澤城美雪   | 茅野愛衣   |
| 《神偷怪盜1412》 | 山口勝平             | M·A·O                   | 石塚運昇                  | 池田秀一 | 富澤美智惠 | 羽佐間道夫        | 宮野真守    | 喜多村英梨 | 種崎敦美   |
| 台灣             |                      |                         |                           |          |            |                   |             |            |            |
| 《名偵探柯南》   | 官志宏 魏伯勤 曹冀魯 | 林凱羚 姚敏敏 陶敏嫻    | 劉傑 孫中台 徐健春 曹冀魯 | 徐健春   | 不適用     | 徐健春            | 官志宏 劉傑 | 魏晶琦     | 方雪莉     |
| 《神偷怪盜》     | 魏伯勤 曹冀魯        | 楊凱凱                  | 劉傑                      | 吳文民   | 蔣篤慧     | 吳文民            | 吳文民      | 魏晶琦     | 蔣篤慧     |
| 《神偷怪盜1412》 | 曹冀魯               | 楊凱凱                  | 劉傑                      | 吳文民   | 魏晶琦     | 吳文民            | 劉傑        | 魏晶琦     | 蔣篤慧     |

### 魔术快斗
最初是配合2010年上映的以怪盗基德为主要角色的名侦探柯南剧场版而制作，部分此前就已在名侦探柯南电视动画中登场角色的配音工作，从原来由柯南聲優群兼职，改為新聘配音陣容。
第1集“复活的怪盗”于2010年4月17日在Animax电视台首播，并于同年4月24日在读卖电视台和日本电视台联播网的名侦探柯南电视动画时间档以“怪盗基德诞生的秘密”为题播放了此集的重新剪辑版。之后又陆续制作了11集，于2011年至2012年在柯南时间档进行不定期播放，参见名偵探柯南動畫集數列表。

#### 工作人員
- 原作：青山剛昌
- 企劃：白井康介（日语：白井康介）、松元理人（日语：松元理人）
- 导演：平野俊貴（日语：平野俊貴）
- 系列構成：宮下隼一（日语：宮下隼一）
- 原案協力：橫田清、林正人（日语：林正人）、繩田正樹、近藤秀峰、薄谷正和
- 副製片人：加藤良太、中村壘
- 音樂製片人：松尾康治、宮崎博子
- 人物設計：佐藤正樹→須藤昌朋、牟田清司（日语：牟田清司）
- 配角設計：久恆直樹
- 美術監督：植田秀藏→渡邊聪、植田秀藏
- 攝影監督：柳田美和→野口龍生
- 音響監督：長崎行男（日语：長崎行男）
- 選曲：合田麻衣子
- 剪辑：田熊剪辑室→田熊純
- 色彩設定・色指定：吉澤大輔→宮脇裕美
- 企劃擔當：小宅由貴惠
- 音樂：梅堀淳（日语：梅堀淳）
- 音響效果：横山正和（日语：横山正和）、横山亞紀（日语：横山亜紀）
- 動畫製作：TMS Entertainment→TMS/V1 Studio
- 製片人：吉岡昌仁（日语：吉岡昌仁）、淺井認→北田修一、浅井認、溝上猛→米倉功人、浅井認、溝上猛
- 製作：魔术快斗製作委員会→读卖电视台、小学館、TMS Entertainment

#### 集数列表
| 播放日期       | 集數 | 對應漫畫                   | 日文標題 | 中文標題（台灣）       | 剧本     | 分鏡     | 演出                           | 作畫監督          |
| -------------- | ---- | -------------------------- | -------- | ---------------------- | -------- | -------- | ------------------------------ | ----------------- |
| 2010年4月17日  | 1    | No. 1（卷1）               |          | 怪盜基德誕生之謎       | 宮下隼一 | 平野俊貴 | 三瓶圣                         | 石川晉吾 小林利充 |
| 2011年8月6日   | 2    | No. 4（卷1）               |          | 怪盜基德忙碌的約會     | 宮下隼一 | 平野俊貴 | 三瓶圣                         |                   |
| 2011年8月13日  | 3    | No. 2（卷1）               |          | 公主大人喜歡魔術       | 吉永亚矢 | 岩永彰   | 岩永彰                         | 福田紀之          |
| 2011年9月24日  | 4    | No. 6（卷1） No. 10（卷2） |          | 魔女絕不灑下淚珠       | 宮下隼一 | 平野俊貴 | 古谷田順久 三瓶圣              | 福田紀之          |
| 2011年10月29日 | 5    | No. 17（卷3）              |          | 命運的藍色生日         | 宮下隼一 |          | 古谷田順久                     | 福田紀之          |
| 2011年12月24日 | 6    | No. 7（卷2）               |          | 聖誕夜在戀愛的滑雪場   | 吉永亚矢 | 平野俊貴 | 古谷田順久                     | 福田紀之          |
| 2012年8月4日   | 7    | No. 14-15（卷3） 動畫原創  |          | 華麗的宿敵們           | 宮下隼一 | 平野俊貴 | 古谷田順久                     | 福田紀之          |
| 2012年8月11日  | 8    | No. 20（卷4）              |          | 緋紅之淚的秘密         | 吉永亚矢 | 宮繁之   | 三瓶圣                         | 相坂直紀 南伸一郎 |
| 2012年9月29日  | 9    | No. 16（卷3） 動畫原創     |          | 魔女和侦探与怪盗       | 吉永亚矢 | 平野俊貴 | 平野俊貴 福田紀之 三瓶圣       | 福田紀之          |
| 2012年11月3日  | 10   | No. 22（卷4）              |          | 追忆的黄金之眼         | 宮下隼一 | 佐野隆史 | 古谷田順久                     | 大友健一          |
| 2012年12月22日 | 11   | No. 19（卷4） 動畫原創     |          | 淚光的水晶之母         | 吉永亚矢 | 加藤洋人 | 佐土原武之 古谷田順久 平野俊貴 | 大友健一          |
| 2012年12月29日 | 12   | No. 23（卷4）              |          | 獻上暗夜騎士的愛之淚光 | 宮下隼一 | 平野俊貴 | 平野俊貴                       | 福田紀之          |

#### 主題曲
以下的主题曲都是魔术快斗以名侦探柯南特别篇的形式播出时的OP和ED，值得注意的是第一话是在ANIMAX频道播出的，播出是使用魔术快斗风格的音乐作为片头曲和片尾曲，第一话在随后放在2010年4月24日以名侦探柯南特别篇的形式播出才使用当时柯南的片头曲和片尾曲，这一集在网上有被称为名侦探柯南第570.5集。
| 類別         | 話數     | 曲名                                         | 作詞 | 作曲 | 編曲 | 演唱                 |
| ------------ | -------- | -------------------------------------------- | ---- | ---- | ---- | -------------------- |
| 片头曲（OP） | 第1话    | As the Dew（化为雨露）                       |      |      |      | GARNET CROW          |
| 片头曲（OP） | 第2-6话  | Misty Mystery（模糊的謎團）                  |      |      |      | GARNET CROW          |
| 片头曲（OP） | 第7-12话 | 君の涙にこんなに恋してる                     |      |      |      | 夏色                 |
| 片尾曲（ED） | 第1话    | Hello Mr. my yesterday（你好，我的昨天先生） |      |      |      | Hundred Percent Free |
| 片尾曲（ED） | 第2-3话  | Pilgrim                                      |      |      |      | B'z                  |
| 片尾曲（ED） | 第4-6话  | Your Best Friend（你最好的朋友）             |      |      |      | 仓木麻衣             |
| 片尾曲（ED） | 第7-12话 | 为恋而爱(恋に恋して)                         |      |      |      | 仓木麻衣             |

#### DVD
| 卷数 | 发售日         | 收录话数        | 規格編號（RIAJ） |
| ---- | -------------- | --------------- | ---------------- |
| 1    | 2012年10月26日 | 第1话 - 第3话   | ONBD-2579        |
| 2    | 2012年10月26日 | 第4话 - 第6话   | ONBD-2580        |
| 3    | 2012年12月21日 | 第7话 - 第9话   | ONBD-2581        |
| 4    | 2013年01月25日 | 第10话 - 第12话 | ONBD-2582        |

#### 蓝光BOX
| 卷数 | 版本            | 发售日         | 收录话数       | 規格編號（RIAJ） |
| ---- | --------------- | -------------- | -------------- | ---------------- |
| 1    | 完全生产限量版  | 2014年09月26日 | 第1话 - 第12话 | ONXD-2500        |
| 1    | Request Release | 2014年10月17日 | 第1话 - 第12话 | ONXD-2501        |

### 魔术快斗1412
电视动画新作，于2014年7月公布，标题为《魔术快斗1412》，内容从漫画第一话开始，是不同于不定期播放系列的完全新作，并且采用了《名侦探柯南》的部分相关事件。
于2014年10月4日至2015年3月28日在读卖电视台和日本电视系播出，共24集。台灣華視與衛視電影台就是播送此版本，但兩臺節目譯名並不相同。

#### 工作人员
- 原作：青山刚昌《魔术快斗》（小学馆《周刊少年Sunday》连载）
- 导演：工藤进
- 副导演：大和直道[6]
- 编剧：大野敏哉、冈田邦彦
- 角色设计：绪方浩美
- 道具设计：西泽千惠
- 美术监督：市仓敬
- 美术设定：高畠聪
- 色彩设计：吉村智惠
- 摄影监督：冈崎正春
- CG监督：福田阳
- 音响监督：岩浪美和
- 音乐：岩崎琢
- 音乐制作：Aniplex
- 企划·总制作人：諏訪道彦（ytv）、植田益朗
- 制作人：永井幸治（ytv）、落越友则
- 制作统括：小石川伸哉（ytv）
- 助理制作人：伊藤泰斗
- 动画制作人：大松裕
- 动画制作：A-1 Pictures
- 制作：读卖电视台、A-1 Pictures

#### 主題曲
| 類別   | 曲名                           | 話數    | 作詞            | 作曲            | 編曲            | 演唱                  |
| ------ | ------------------------------ | ------- | --------------- | --------------- | --------------- | --------------------- |
| 片头曲 | 「（等待你的世界）」           | 1-12话  | MIZUE、立山秋航 | 立山秋航        | 立山秋航        | LAGOON                |
| 片头曲 | 「（爱的剧本）」               | 13-24话 | HoneyWorks      | HoneyWorks      | HoneyWorks      | CHiCO with HoneyWorks |
| 片尾曲 | 「WHITE of CRIME（纯洁之罪）」 | 1-12话  | 井上秋緒        | 浅仓大介        | 浅仓大介        | REVALCY               |
| 片尾曲 | 「（恋情的寿命）」             | 13-24话 | 尾崎雄贵        | Galileo Galilei | Galileo Galilei | Galileo Galilei       |

##### 角色歌～Magical Pallet～[8]
【唱片公司】Music Ray'n
【商品編號】SMCL-374
【發行日期】2015年3月11日
| 次序 | 歌曲名稱                               | 角色 / 演唱CV                                        | 音樂資料                                                | 時長     |
| ---- | -------------------------------------- | ---------------------------------------------------- | ------------------------------------------------------- | -------- |
| 1.   | プロローグ「Magical Palletへようこそ」 | 黑羽快斗 / 山口勝平                                  | 獨白                                                    | 00:01:54 |
| 2.   | It's a show time                       | 黑羽快斗 & 白馬探 / 山口勝平 & 宮野真守              | 歌作詞：小川智之 作曲：小川智之 編曲：saku              | 00:04:05 |
| 3.   | 推理・探究・白馬                       | 白馬探 / 宮野真守                                    | 獨白                                                    | 00:02:43 |
| 4.   | 幼なじみのキョリ(青梅竹馬的距離)       | 黑羽快斗 & 中森青子 / 山口勝平 & M・A・O             | 歌作詞：小川智之 作曲：小川智之 編曲：森空青            | 00:03:33 |
| 5.   | 青子、料理を作る                       | 中森青子 / M・A・O                                   | 獨白                                                    | 00:02:38 |
| 6.   | わたしの虜になりなさい(成為我的俘虜吧) | 小泉紅子 & 黑羽快斗×怪盗基德 / 喜多村英梨 & 山口勝平 | 歌 作詞：小川智之 作曲：小川智之 編曲：saku             | 00:05:42 |
| 7.   | 鏡よ鏡                                 | 小泉紅子 / 喜多村英梨                                | 獨白                                                    | 00:03:06 |
| 8.   | 星空イリュージョン(星空Illusion)       | 黑羽快斗×怪盗基德 / 山口勝平                         | 歌 作詞：小川智之 作曲：小川智之 編曲：saku 、 村田泰子 | 00:04:07 |
| 9.   | ポーカーフェイスを忘れるな             | 怪盗基德 / 山口勝平                                  | 獨白                                                    | 00:02:20 |
| 10.  | エピローグ「心にいつもマジックを」     | 怪盗基德 / 山口勝平                                  | 獨白                                                    | 00:01:49 |

#### 各話列表
| 話數   | 日文標題        | 中文標題                             | 劇本     | 分鏡       | 演出       | 作畫監督                                                              | 总作画监督 | 对应漫画                   | 日本播放日期   | 備註                               |
| ------ | --------------- | ------------------------------------ | -------- | ---------- | ---------- | --------------------------------------------------------------------- | ---------- | -------------------------- | -------------- | ---------------------------------- |
| 第1話  |                 | 复活的怪盜                           | 大野敏哉 | 工藤进     | 大和直道   | 小泽圆                                                                | 绪方浩美   | No. 1（卷1）               | 2014年 10月4日 | 不適用                             |
| 第2話  |                 | 蓝色生日                             | 大野敏哉 | 今井友纪子 | 今井友纪子 | 栗原优、竹本未希                                                      | 绪方浩美   | No. 17（卷3）              | 10月11日       | 不適用                             |
| 第3話  |                 | 台球手VS魔术师                       | 冈田邦彦 | 村田峻治   | 森义博     | 糸島雅彦、猿渡圣加 镰田均、小林利充 谢宛倩                            | 绪方浩美   | 初期未发表作品 （卷2）     | 10月18日       | 不適用                             |
| 第4話  |                 | 名侦探登场                           | 冈田邦彦 | 岩月甚     | 岩月甚     | Kim Hyoung ll Park Jong Joon Kim Young Hoon                           | 绪方浩美   | No. 14-15（卷3）           | 10月25日       | 不適用                             |
| 第5話  |                 | 绯红色的诱惑                         | 大野敏哉 | 福岛宏之   | 关晓子     | 池内直子                                                              | 绪方浩美   | No. 6（卷1）               | 11月1日        | 不適用                             |
| 第6話  |                 | 漆黑之星                             | 大野敏哉 | 大和直道   | 飞田刚     | 清水祐实、福岛丰明 栗原优、牧内                                       | 绪方浩美   | No. 21（卷4）              | 11月8日        | 對應名偵探柯南動畫第219話前段      |
| 第7話  |                 | 黑羽快斗忙碌的假日                   | 大野敏哉 | 木村延景   | 木村延景   | 小泽圆、生田目康裕                                                    | 绪方浩美   | No. 4（卷1）               | 11月15日       | 不適用                             |
| 第8話  |                 | 大人的符咒                           | 大野敏哉 | 福岛宏之   | 安藤贵史   | 大泽美奈                                                              | -          | No. 12, 10（卷2） 部分原创 | 11月22日       | 不適用                             |
| 第9話  |                 | 怪盗淑女登场                         | 大野敏哉 | 今井友纪子 | 今井友纪子 | 竹本未希、栗原优                                                      | 绪方浩美   | No. 24（卷5）              | 11月29日       | 不適用                             |
| 第10話 |                 | 怪盗淑女与龙马宝物                   | 大野敏哉 | 大和直道   | 岩月甚     | Park Jong Joon Lee Min Gu                                             | 绪方浩美   | No. 24（卷5）              | 12月6日        | 對應名偵探柯南動畫第627話至第628集 |
| 第10話 | 名侦探柯南·卷70 | 怪盗淑女与龙马宝物                   | 大野敏哉 | 大和直道   | 岩月甚     | Park Jong Joon Lee Min Gu                                             | 绪方浩美   |                            | 12月6日        | 對應名偵探柯南動畫第627話至第628集 |
| 第11話 |                 | 基德柯南的龙马宝物魔术               | 大野敏哉 | 关晓子     | 关晓子     | 池内直子                                                              | -          | 12月13日                   |                | 對應名偵探柯南動畫第627話至第628集 |
| 第12話 | KID             | 平安夜・两个怪盗基德                 | 冈田邦彦 | 福岛宏之   | 森义博     | 糸岛雅彦、猿渡圣加 梶浦绅一郎                                         | 绪方浩美   | No. 13（卷3）              | 12月27日       | 不適用                             |
| 第13話 |                 | 放開他的手                           | 冈田邦彦 | 西片康人   | 西片康人   | 清水祐实、福岛丰明                                                    | 绪方浩美   | No. 7（卷2）               | 2015年 1月10日 | 不適用                             |
| 第14話 |                 | 水晶之母                             | 冈田邦彦 | 田所修     | 石踊宏     | 大泽美奈                                                              | -          | No. 19（卷4）              | 1月17日        | 不適用                             |
| 第15話 |                 | 公主与小偷的即兴演出                 | 冈田邦彦 | 福岛宏之   | 飞田刚     | 生田目康裕、小泽圆 服部宪知                                           | 绪方浩美   | No. 2（卷1）               | 1月24日        | 不適用                             |
| 第16話 | KID vs          | 基德VS柯南 奇迹的空中步行            | 冈田邦彦 | 大和直道   | 下司泰弘   | 小野可奈子、竹本未希                                                  | 绪方浩美   | 名侦探柯南·卷44            | 1月31日        | 對應名偵探柯南動畫第356話          |
| 第17話 |                 | 绿之梦                               | 大野敏哉 | 今井友纪子 | 今井友纪子 | 伊藤香织、小野可奈子 Lee Min Goo、Jang Ho Won                         | 绪方浩美   | No. 18（卷3）              | 2月7日         | 不適用                             |
| 第18話 |                 | 黄金之眼 (上篇) 黑猫的挑战           | 冈田邦彦 | 福岛宏之   | 森义博     | 糸岛雅彦、猿渡圣加 木下由美子、小野可奈子 福岛丰明、近藤圭一          | 绪方浩美   | No. 22（卷4）              | 2月14日        | 不適用                             |
| 第19話 |                 | 黄金之眼 (下篇) 结局 基德VS黒猫      | 冈田邦彦 | 关晓子     | 关晓子     | 池内直子                                                              | 绪方浩美   | No. 22（卷4）              | 2月21日        | 不適用                             |
| 第20話 |                 | 黑暗骑士                             | 大野敏哉 | 木村延景   | 荻原露光   | 大泽美奈                                                              | 绪方浩美   | No. 23（卷4）              | 2月28日        | 不適用                             |
| 第21話 | KID vs          | 基德VS柯南 月下的瞬间移动            | 冈田邦彦 | 工藤进     | 工藤进     | 小野可奈子、清水祐实 服部宪知                                         | 绪方浩美   | 名侦探柯南·卷61            | 3月7日         | 對應名偵探柯南動畫第515話          |
| 第22話 |                 | 红色之泪                             | 冈田邦彦 | 今井友纪子 | 今井友纪子 | 福岛丰明、小泽圆                                                      | 绪方浩美   | No. 20（卷4）              | 3月14日        | 不適用                             |
| 第23話 |                 | 黑夜中的乌鸦(上篇) 他的名叫怪盗乌鸦  | 冈田邦彦 | 大和直道   | 大和直道   | 近藤圭一、小泽圆 生田目康裕                                           | 绪方浩美   | No. 25（卷5）              | 3月21日        | 不適用                             |
| 第24話 |                 | 黑夜中的乌鸦(下篇) 激战 究竟是黑是白 | 冈田邦彦 | 福岛宏之   | 工藤进     | 小野可奈子、小泽圆 中谷亚沙美、近藤圭一 柴田健儿、生田目康裕 伊藤香织 | 绪方浩美   | No. 25（卷5）              | 3月28日        | 不適用                             |

#### 蓝光BOX
| 卷数 | 发售日        | 收录话数        | 規格編號（RIAJ） |
| ---- | ------------- | --------------- | ---------------- |
| 1    | 2015年3月25日 | 第1话 - 第12话  | ANZX-49001       |
| 2    | 2015年6月24日 | 第13话 - 第24话 | ANZX-49004       |

#### DVD
| 卷数 | 发售日         | 收录话数        | 規格編號（RIAJ） |
| ---- | -------------- | --------------- | ---------------- |
| 1    | 2015年3月25日  | 第1话 - 第3话   | ANSB-49011       |
| 2    | 2015年4月22日  | 第4话 - 第6话   | ANSB-49012       |
| 3    | 2015年5月27日  | 第7话 - 第9话   | ANSB-49013       |
| 4    | 2015年6月24日  | 第10话 - 第12话 | ANSB-49014       |
| 5    | 2015年7月22日  | 第13话 - 第15话 | ANSB-49015       |
| 6    | 2015年8月26日  | 第16话 - 第18话 | ANSB-49016       |
| 7    | 2015年9月23日  | 第19话 - 第21话 | ANSB-49017       |
| 8    | 2015年10月28日 | 第22话 - 第24话 | ANSB-49018       |

#### 小说
由小学馆青少年文库出版，作者为滨崎达也。
| 卷号 | 小学馆         | 小学馆                 |
| 卷号 | 发售日         | ISBN                   |
| ---- | -------------- | ---------------------- |
| 1    | 2014年12月17日 | ISBN 978-4-09-230789-6 |
| 2    | 2015年2月25日  | ISBN 978-4-09-230792-6 |
| 3    | 2015年3月25日  | ISBN 978-4-09-230813-8 |
| 4    | 2015年4月27日  | ISBN 978-4-09-230816-9 |
| 5    | 2015年5月27日  | ISBN 978-4-09-230821-3 |
| 6    | 2015年5月27日  | ISBN 978-4-09-230822-0 |

## 原型
玩世流犯（さりげなくルパン）
- 青山刚昌早期的短篇漫画作品，被认为是《魔术快斗》的原型漫画，仅收录在文库版《四号三垒·青山刚昌短篇集》中。男主角為擅長偷盜、魔術及易容的流犯快斗（读音：るぱん かいと，Rupan Kaito）；女主角為刑警之女，同時也是學校偵探的宝睦葵子（读音：ほむつ あおこ，Homutsu Aoko）。
- 漫畫主要講述了流犯快斗和寶睦葵子的感情進展以及兩人與花花公子慄香寺堅鬥智鬥勇的故事，兩人是2年級B班的學生，也是青梅竹馬。

## 跨作品客串

### 《名偵探柯南》
電視系列
怪盜基德第一次在《名偵探柯南》中登場是在單行本第16卷（動畫版76話）《柯南vs怪盜基德》中。此後《魔術快斗》就變成《名偵探柯南》故事的構成要素之一。
該作主角江戶川柯南一再涉入並加以阻止怪盜基德的行竊行動，多數以平手或解決第三者犯罪為結局。基德多次易容成柯南身邊的人物（如毛利蘭、高木警官、世良真純，甚至工藤新一本人）。基德在劇場版《世紀末的魔術師》中透過竊聽知道了柯南的真實身份，此事不影響到該作品原作的發展和基本設定。本作其他人物中森銀三與白馬探亦因為案件而現身於該作品，但其餘角色則極少登場機會並沒有交流。有部分网友認為殺死黑羽盜一的神秘組織就是名偵探柯南裡面的黑暗組織，目前尚未證實，青山刚昌则表示两个作品的结局不太可能合并。
本作有數部作品以名偵探柯南動畫名義被改編，分別是「工藤新一vs怪盗基德」（《名侦探柯南》电视動畫第219話前半部分）與「水晶之母」（同名小學館OVA，和前文《柯南vs基德vs鐵劍 寶刀爭奪大作戰！》一樣，是加入原作沒有的柯南主角群）。
劇場版
怪盗基德在以下六部名偵探柯南劇場版中有主要戲份：
《世紀末的魔術師》、《偵探們的鎮魂歌》、（含特典《怪盗基德诞生的秘密》）、《業火的向日葵》、《紺青之拳》、《100萬美元的五稜星》
OVA
怪盗基德在以下四部名偵探柯南OVA版中有主要戲份：
名侦探柯南OVA1《柯南VS基德VS鐵劍 寶刀爭奪大決戰》、OVA4《柯南、基德與水晶之母》、OVA6《追蹤消失的鑽石 柯南、平次對戰基德》、OVA10《怪盜基德陷阱之島》

### 《YAIBA》
1989年，週刊少年Sunday的30週年紀念增刊，曾經發表了神偷怪盜和YAIBA的番外篇《YAIBA鐵刃寶刀爭奪戰》，描述怪盜基德到峰家偷盜寶刀，並與鐵刃對決的故事。這個番外篇收錄在魔術快斗單行本第3卷中。其後，又將這部漫畫的情節加入名偵探柯南的人物，改編成名偵探柯南OVA《柯南vs基德vsYAIBA寶刀爭奪大作戰！》，但考虑到YAIBA与柯南的世界观设定冲突（柯南的世界观中没有魔法）故将这次事件设定成了柯南的夢。